# Peter Tino
Pour les articles homonymes, voir Peter et Tino.
Peter Tino (né à l'époque au Tanganyika et aujourd'hui Tanzanie à une date inconnue) est un joueur de football international tanzanien, qui évoluait au poste d'attaquant.

## Biographie

### Carrière en sélection
Il participe avec l'équipe de Tanzanie à la Coupe d'Afrique des nations de 1980 organisée au Nigeria. Lors de cette compétition, il joue trois matchs, contre le Nigeria, l'Égypte, et la Côte d'Ivoire.
Il participe également aux éliminatoires du mondial 1982 et aux éliminatoires du mondial 1986, inscrivant trois buts lors de ces éliminatoires.
Il dispute enfin la Coupe CECAFA des nations en 1982, marquant un but.